# ポンテ・ランブロ
ポンテ・ランブロ（伊: Ponte Lambro）は、イタリア共和国ロンバルディア州コモ県にある、人口約4,300人の基礎自治体（コムーネ）。

## 地理

### 位置・広がり
コモ県のコムーネ。県都コモから東へ11km、州都ミラノから北へ40kmの距離にある。

#### 隣接コムーネ
隣接するコムーネは以下の通り。
- カズリーノ・デルバ
- カステルマルテ
- エルバ

### 地震分類
イタリアの地震リスク階級 (it) では、4 に分類される
。

## 行政

### 山岳部共同体
広域行政組織である山岳部共同体「トリアンゴロ・ラリアーノ山岳部共同体」 (it:Comunità montana del Triangolo Lariano) （事務所所在地: カンツォ）を構成するコムーネの一つである。

### 分離集落
ポンテ・ランブロには、以下の分離集落（フラツィオーネ）がある。
- Busnigallo, Fucina, Lezza, Mazzonio, Schieppo

## 姉妹都市
- Zawiercie、ポーランド - 2004年
- カームヤネツィ＝ポジーリシクィイ、ウクライナ - 2006年
- コルターレ、イタリア - 2010年